# Galatasaray Istanbul/Saison 1968/69
Die Saison 1968/69 von Galatasaray Istanbul war die 61. Saison in der Vereinsgeschichte und die 11. Saison in der türkischen Liga, der 1. Lig. Der Klub beendete die Saison auf dem 1. Platz und wurde zum dritten Mal türkischer Meister. In der Türkiye Kupası verlor Galatasaray im Finale gegen Göztepe Izmir.

## Personalien

### Kader
| Nat.                                           | Name               | Geburtsdatum  | im Verein seit | vorheriger Verein |
| Torhüter                                       | Torhüter           | Torhüter      | Torhüter       | Torhüter          |
| ---------------------------------------------- | ------------------ | ------------- | -------------- | ----------------- |
| Turkei                                         | Nihat Akbay        | 1. Jan. 1945  | 1968           | Beykozspor        |
| Turkei                                         | Yasin Özdenak      | 11. Okt. 1948 | 1967           | Istanbulspor      |
| Turkei                                         | Varol Ürkmez       | 1. Jan. 1937  | 1967           | Altay Izmir       |
| Abwehr                                         |                    |               |                |                   |
| Turkei                                         | Ergün Acuner       | 18. Juni 1941 | 1964           | Izmirspor         |
| Turkei                                         | Akın Aksaçlı       | 1. Jan. 1947  | 1968           | Balıkesirspor     |
| Turkei                                         | Ali Elveren        | 1. Jan. 1946  | 1968           | İzmir Denizgücü   |
| Turkei                                         | Tuncer İnceler     | 1. Nov. 1942  | 1968           | Vefa Istanbul     |
| Turkei                                         | Muzaffer Sipahi    | 1. Jan. 1941  | 1968           | Ankara Demirspor  |
| Turkei                                         | Bekir Türkgeldi    | 1. Apr. 1935  | 1965           | Altay Izmir       |
| Mittelfeld                                     |                    |               |                |                   |
| Turkei                                         | Turan Doğangün     | 20. Aug. 1941 | 1964           | MKE Ankaragücü    |
| Turkei                                         | Mehmet Oğuz        | 3. Mai 1949   | 1967           | Kadırga SK        |
| Turkei                                         | Talat Özkarslı     | 21. Sep. 1940 | 1961           | Göztepe Izmir     |
| Angriff                                        |                    |               |                |                   |
| Jugoslawien Sozialistische Föderative Republik | Ahmet Celović      | 1. Jan. 1940  | 1968           | FK FAP Priboj     |
| Turkei                                         | Ayhan Elmastaşoğlu | 23. Aug. 1941 | 1960           | Altay Izmir       |
| Turkei                                         | Mazlum Fırtına     | 29. Apr. 1946 | 1968           | İzmir Denizgücü   |
| Turkei                                         | Ergin Gürses       | 24. Feb. 1942 | 1966           | n. a.             |
| Turkei                                         | Muhlis Gülen       | 1. Jan. 1947  | 1968           | Giresunspor       |
| Turkei                                         | Uğur Köken         | 28. Nov. 1937 | 1959           | eigene Jugend     |
| Turkei                                         | Metin Oktay        | 2. Feb. 1936  | 1962           | Palermo           |
| Turkei                                         | Gökmen Özdenak     | 22. Juni 1947 | 1967           | Istanbulspor      |
| Turkei                                         | Atılay Özgür       | 1. Jan. 1943  | 1968           | Eskişehirspor     |

#### Transfers
| Zugänge | Abgänge |
| --- | --- |
| - Nihat Akbay (Beykozspor) - Akın Aksaçlı (Balıkesirspor) - Ahmet Celović (FK FAP Priboj) - Ali Elveren (İzmir Denizgücü) - Mazlum Fırtına (İzmir Denizgücü) - Muhlis Gülen (Giresunspor) - Tuncer İnceler (Vefa Istanbul) - Atılay Özgür (Eskişehirspor) - Muzaffer Sipahi (Ankara Demirspor) - Varol Ürkmez (Altay Izmir) | - Naşit Atvur (n. a.) - Yılmaz Gökdel (Vefa Istanbul) - Ural Metiner (n. a.) - Vladimir Nikolovski (Karriere beendet) - Faruk Özceylan (Trabzonspor) - Tatomir Radunović (Karriere beendet) - Doğan Sel (Vefa Istanbul) - Erdal Tuncer (Karriere beendet) - Onursal Uraz (Şekerspor) - Mustafa Yürür (İzmirspor) |

## Saison
Alle Ergebnisse aus Sicht von Galatasaray Istanbul.
Die Tabelle listet alle 1.-Lig-Spiele des Vereins der Saison 1968/69 auf. Siege sind grün, Unentschieden gelb und Niederlagen rot markiert.

### 1. Lig
| ST | Datum              | Gegner                | Ort                             | Ergebnis  | Tor(e) für Galatasaray Istanbul                                                      |
| -- | ------------------ | --------------------- | ------------------------------- | --------- | ------------------------------------------------------------------------------------ |
| 01 | 15. September 1968 | Vefa Istanbul         | Ali Sami Yen Stadyumu, Istanbul | 1:0 (1:0) | 1:0 Elmastaşoğlu (41.)                                                               |
| 02 | 22. September 1968 | PTT                   | 19 Mayıs Stadı, Ankara          | 0:1 (0:1) | keine                                                                                |
| 03 | 29. September 1968 | Istanbulspor          | Ali Sami Yen Stadyumu, Istanbul | 1:1 (1:1) | 1:0 Elmastaşoğlu (26.)                                                               |
| 04 | 6. Oktober 1968    | Izmirspor             | Alsancak Stadı, Izmir           | 2:0 (1:0) | 1:0 Oktay (44.), 2:0 Elmastaşoğlu (60.)                                              |
| 05 | 13. Oktober 1968   | Eskişehirspor         | Atatürk Stadı, Eskişehir        | 2:0 (1:0) | 1:0 Oktay (5.), 2:0 Oktay (58.)                                                      |
| 06 | 27. Oktober 1968   | Altınordu Izmir       | Ali Sami Yen Stadyumu, Istanbul | 4:0 (3:0) | 1:0 Oktay (2.), 2:0 Elmastaşoğlu (25.), 3:0 Oktay (38.), 4:0 Elmastaşoğlu (54.)      |
| 07 | 3. November 1968   | Bursaspor             | Ali Sami Yen Stadyumu, Istanbul | 2:0 (1:0) | 1:0 Özdenak (35.), 2:0 Fırtına (75.)                                                 |
| 08 | 17. November 1968  | Fenerbahçe Istanbul   | Ali Sami Yen Stadyumu, Istanbul | 1:1 (0:0) | 1:0 Oktay (55.)                                                                      |
| 09 | 24. November 1968  | Gençlerbirliği Ankara | 19 Mayıs Stadı, Ankara          | 1:2 (0:1) | 1:1 Oktay (69.)                                                                      |
| 10 | 30. November 1968  | Ankara Demirspor      | Ali Sami Yen Stadyumu, Istanbul | 1:0 (1:0) | 1:0 Oktay (43. Elfmeter)                                                             |
| 11 | 15. Dezember 1968  | Göztepe Izmir         | Alsancak Stadı, Izmir           | 0:0       | keine                                                                                |
| 12 | 21. Dezember 1968  | Altay Izmir           | Ali Sami Yen Stadyumu, Istanbul | 1:0 (0:0) | 1:0 Magnusson (58. Eigentor)                                                         |
| 13 | 29. Dezember 1968  | Beşiktaş Istanbul     | Ali Sami Yen Stadyumu, Istanbul | 2:0 (1:0) | 1:0 Doğangün (12.), 2:0 Doğangün (61.)                                               |
| 14 | 5. Januar 1969     | Mersin İdman Yurdu    | Ali Sami Yen Stadyumu, Istanbul | 3:1 (0:1) | 1:1 Elmastaşoğlu (47.), 2:1 Celović (58.), 3:1 Celović (85.)                         |
| 15 | 11. Januar 1969    | Şekerspor             | Ali Sami Yen Stadyumu, Istanbul | 4:2 (2:1) | 1:0 Oğuz (21.), 2:0 Doğangün (24.), 3:1 Oktay (49.), 4:1 Özdenak (81.)               |
| 16 | 15. Februar 1969   | Vefa Istanbul         | Ali Sami Yen Stadyumu, Istanbul | 3:0 (1:0) | 1:0 Doğangün (37.), 2:0 Noyan (63. Eigentor), 3:0 Oktay (82.)                        |
| 17 | 22. Februar 1969   | PTT                   | Ali Sami Yen Stadyumu, Istanbul | 5:0 (2:0) | 1:0 Oktay (1.), 2:0 Özdenak (4.), 3:0 Özdenak (52.), 4:0 Oktay (70.), 5:0 Oğuz (87.) |
| 18 | 2. März 1969       | Istanbulspor          | Mithatpaşa Stadı, Istanbul      | 0:0       | keine                                                                                |
| 19 | 8. März 1969       | Izmirspor             | Ali Sami Yen Stadyumu, Istanbul | 3:1 (1:1) | 1:1 Özdenak (39.), 2:1 Oktay (46.), 3:1 Özdenak (57.)                                |
| 20 | 16. März 1969      | Eskişehirspor         | Ali Sami Yen Stadyumu, Istanbul | 2:2 (0:2) | 1:2 Özgür (46.), 2:2 Oktay (48. Elfmeter)                                            |
| 21 | 23. März 1969      | Altınordu Izmir       | Alsancak Stadı, Izmir           | 2:0 (1:0) | 1:0 Oktay (18.), 2:0 Fırtına (69.)                                                   |
| 22 | 30. März 1969      | Bursaspor             | Atatürk Stadı, Bursa            | 0:0       | keine                                                                                |
| 23 | 6. April 1969      | Fenerbahçe Istanbul   | Mithatpaşa Stadı, Istanbul      | 0:1 (0:1) | keine                                                                                |
| 24 | 13. April 1969     | Gençlerbirliği Ankara | Ali Sami Yen Stadyumu, Istanbul | 1:0 (0:0) | 1:0 Oktay (49.)                                                                      |
| 25 | 20. April 1969     | Ankara Demirspor      | 19 Mayıs Stadı, Ankara          | 1:1 (0:1) | 1:1 Oğuz (60.)                                                                       |
| 26 | 4. Mai 1969        | Altay Izmir           | Alsancak Stadı, Izmir           | 2:0 (0:0) | 1:0 Özdenak (50.), 2:0 Oktay (87.)                                                   |
| 27 | 11. Mai 1969       | Beşiktaş Istanbul     | Mithatpaşa Stadı, Istanbul      | 1:0 (0:0) | 1:0 Köken (76.)                                                                      |
| 28 | 14. Mai 1969       | Göztepe Izmir         | Ali Sami Yen Stadyumu, Istanbul | 2:0 (2:0) | 1:0 Elmastaşoğlu (1.), 2:0 Özdenak (45.)                                             |
| 29 | 18. Mai 1969       | Mersin İdman Yurdu    | Tevfik Sırrı Gür Stadı, Mersin  | 0:0       | keine                                                                                |
| 30 | 25. Mai 1969       | Şekerspor             | 19 Mayıs Stadı, Ankara          | 2:1 (1:0) | 1:0 Celović (22.), 2:0 Özdenak (58.)                                                 |

### Türkiye Kupası
| Runde        | Datum             | Gegner              | Ort                        | Ergebnis     | Tor(e) für Galatasaray Istanbul                        |
| ------------ | ----------------- | ------------------- | -------------------------- | ------------ | ------------------------------------------------------ |
| 1R-Hinspiel  | 30. Oktober 1968  | Kütahyaspor         | Dumlupınar Stadı, Kütahya  | 3:4 (3:3)    | 1:0 Oğuz (10.), 2:0 Doğangün (12.), 3:2 Doğangün (39.) |
| 1R-Rückspiel | 13. November 1968 | Kütahyaspor         | Mithatpaşa Stadı, Istanbul | 2:1 (1:1) TR | 1:0 Özdenak (14.), 2:1 Oğuz (71.)                      |
| 2R-Hinspiel  | 26. Februar 1969  | Eskişehirspor       | Atatürk Stadı, Eskişehir   | 1:0 (1:0)    | 1:0 Acuner (29. Elfmeter)                              |
| 2R-Rückspiel | 26. März 1969     | Eskişehirspor       | Mithatpaşa Stadı, Istanbul | 2:1 (2:1)    | 1:1 Elmastaşoğlu (36.), 2:1 Oktay (44.)                |
| VF-Hinspiel  | 21. Mai 1969      | Altay Izmir         | Alsancak Stadı, Izmir      | 2:0 (2:0)    | 1:0 Oktay (3.), 2:0 Celović (10.)                      |
| VF-Rückspiel | 28. Mai 1969      | Altay Izmir         | Mithatpaşa Stadı, Istanbul | 2:0 (2:0)    | 1:0 Oktay (8.), 2:0 Köken (43.)                        |
| HF           | 6. Juni 1969      | Fenerbahçe Istanbul | Mithatpaşa Stadı, Istanbul | 2:1 (1:1)    | 1:1 Acuner (20.), 2:1 Oktay (78.)                      |

#### Finale

##### Hinspiel
| Paarung              | Göztepe Izmir – Galatasaray Istanbul |
| Ergebnis             | 1:0 (1:0) |
| Datum                | 15. Juni 1969 um 19:30 Uhr |
| Stadion              | Alsancak Stadı, Izmir |
| Schiedsrichter       | Cezmi Başar |
| Tore                 | 1:0 Ertan Öznür (26.) |
| Göztepe Izmir        | Ali Artuner – Özer Yurteri, Mehmet Işıkal, Mehmet Aydın – Sabahattin Kuruoğlu, Ali İhsan Okçuoğlu, Nihat Yayöz, Gürsel Aksel (65. Dursun Kartal) – Ertan Öznur (65. Halil Kiraz), Mehmet Türken, Fevzi Zemzem Cheftrainer: Adnan Süvari |
| Galatasaray Istanbul | Nihat Akbay – Ali Elveren, Muzaffer Sipahi, Ergün Acuner – Turan Doğangün, Talat Özkarslı, Mehmet Oğuz, Uğur Köken – Gökmen Özdenak, Ayhan Elmastaşoğlu, Metin Oktay Cheftrainer: Tomislav Kaloperović ( Jugoslawien)                   |

##### Rückspiel
| Paarung              | Galatasaray Istanbul – Göztepe Izmir |
| Ergebnis             | 1:1 n. V. (1:0, 1:0) |
| Datum                | 18. Juni 1969 um 19:15 Uhr |
| Stadion              | Mithatpaşa Stadı, Istanbul |
| Schiedsrichter       | Ferdinand Biwersi ( BR Deutschland) |
| Tore                 | 1:0 Ahmet Celovic (23.) 1:1 Nihat Yayöz (99.) |
| Galatasaray Istanbul | Nihat Akbay – Ali Elveren, Muzaffer Sipahi, Ergün Acuner, Akın Aksaçlı (46. Ayhan Elmastaşoğlu) – Turan Doğangün, Talat Özkarslı, Mehmet Oğuz – Ahmet Celović (66. Uğur Köken), Metin Oktay, Gökmen Özdenak Cheftrainer: Tomislav Kaloperović ( Jugoslawien) |
| Göztepe Izmir        | Ali Artuner – Mehmet Işıkal, Özer Yurteri, Sabahattin Kuruoğlu (27. Halil Kiraz), Ali İhsan Okçuoğlu – Mehmet Aydın, Fevzi Zemzem, Nihat Yayöz, Mehmet Türken – Ertan Öznur, Gürsel Aksel Cheftrainer: Adnan Süvari                                          |

### Cumhurbaşkanlığı Kupası
| Galatasaray Istanbul (Meister)                        | Galatasaray Istanbul (Meister) | Göztepe Izmir (Pokalsieger) | Göztepe Izmir (Pokalsieger) |
| ----------------------------------------------------- | --- | --- | --------------------------- |
| Galatasaray Istanbul (Meister)                        | \| 29. Juni 1969 um 17:00 Uhr in Ankara (19 Mayıs Stadı) \| \| Ergebnis: 2:0 (0:0) \| \| Schiedsrichter: Sabahattin Ladikli \| \| Spielbericht \| | \| 29. Juni 1969 um 17:00 Uhr in Ankara (19 Mayıs Stadı) \| \| Ergebnis: 2:0 (0:0) \| \| Schiedsrichter: Sabahattin Ladikli \| \| Spielbericht \|                                                              | Göztepe Izmir (Pokalsieger) |
| Galatasaray Istanbul (Meister)                        | Nihat Akbay – Ergün Acuner (23. Mazlum Fırtına, 54. Muhlis Gülen), Ali Elveren, Muzaffer Sipahi, Akın Aksaçlı – Turan Doğangün, Talat Özkarslı, Uğur Köken – Gökmen Özdenak, Metin Oktay, Ahmet Celović Cheftrainer: Tomislav Kaloperović ( Jugoslawien) | Ali Artuner – Özer Yurteri (72. Hüseyin Yazıcı), Mehmet Işıkal, Ali İhsan Okçuoğlu, Mehmet Aydın – Nihat Yayöz, Fevzi Zemzem, Ertan Öznur, Mehmet Türken – Gürsel Aksel, Halil Kiraz Cheftrainer: Adnan Süvari | Göztepe Izmir (Pokalsieger) |
| Galatasaray Istanbul (Meister)                        | 1:0 Gökmen Özdenak (76.) 2:0 Ahmet Celović (80.) | | Göztepe Izmir (Pokalsieger) |
| 29. Juni 1969 um 17:00 Uhr in Ankara (19 Mayıs Stadı) | | |                             |
| Ergebnis: 2:0 (0:0)                                   | | |                             |
| Schiedsrichter: Sabahattin Ladikli                    | | |                             |
| Spielbericht                                          | | |                             |

## Statistiken

### Teamstatistik
| Wettbewerb     | Punkte | daheim | daheim | daheim | daheim | daheim | auswärts | auswärts | auswärts | auswärts | auswärts | Gesamt | Gesamt | Gesamt | Gesamt | Gesamt | Tordifferenz |
| Wettbewerb     | Punkte | Sp     | G      | U      | N      | TV     | Sp       | G        | U        | N        | TV       | Sp     | G      | U      | N      | TV     | Tordifferenz |
| -------------- | ------ | ------ | ------ | ------ | ------ | ------ | -------- | -------- | -------- | -------- | -------- | ------ | ------ | ------ | ------ | ------ | ------------ |
| 1. Lig         | 49:14  | 15     | 12     | 3      | 0      | 33:8   | 15       | 7        | 5        | 3        | 16:6     | 30     | 19     | 8      | 3      | 49:14  | +35          |
| Türkiye Kupası | –      | 4      | 3      | 1      | 0      | 7:3    | 4        | 2        | 0        | 2        | 6:5      | 8      | 5      | 1      | 2      | 13:8   | +5           |
| Gesamt         | 49:14  | 19     | 15     | 4      | 0      | 40:11  | 19       | 9        | 5        | 5        | 22:11    | 38     | 24     | 9      | 5      | 62:22  | +40          |

### Saisonverlauf
| Spieltag | 1 | 2 | 3 | 4 | 5 | 6 | 7 | 8 | 9 | 10 | 11 | 12 | 13 | 14 | 15 | 16 | 17 | 18 | 19 | 20 | 21 | 22 | 23 | 24 | 25 | 26 | 27 | 28 | 29 | 30 |
| -------- | - | - | - | - | - | - | - | - | - | -- | -- | -- | -- | -- | -- | -- | -- | -- | -- | -- | -- | -- | -- | -- | -- | -- | -- | -- | -- | -- |
| Spielort | H | A | H | A | A | H | H | H | A | H  | A  | H  | H  | H  | H  | A  | H  | A  | H  | H  | A  | A  | A  | H  | A  | H  | A  | A  | A  | A  |
| Resultat | S | V | U | S | S | S | S | U | V | S  | U  | S  | S  | S  | S  | S  | S  | U  | S  | U  | S  | U  | V  | S  | U  | S  | S  | S  | U  | S  |
| Platz    | 4 | 9 | 8 | 4 | 2 | 1 | 1 | 1 | 2 | 1  | 1  | 1  | 1  | 1  | 1  | 1  | 1  | 1  | 1  | 1  | 1  | 1  | 1  | 1  | 2  | 1  | 1  | 1  | 1  | 1  |

Quelle: https://www.weltfussball.de/spielplan/tur-sueperlig-1968-1969
Legende: Spielort: H = Heim; A = Auswärts. Resultat: S = Sieg; U = Unentschieden; N = Niederlage

### Spielerstatistiken
| Spieler            | 1. Lig   | 1. Lig | 1. Lig      | 1. Lig     | Türkiye Kupası | Türkiye Kupası | Türkiye Kupası | Türkiye Kupası | Cumhurbaşkanlığı Kupası | Cumhurbaşkanlığı Kupası | Cumhurbaşkanlığı Kupası | Cumhurbaşkanlığı Kupası | Total    | Total | Total       | Total      |
| Spieler            | Einsätze | Tore   | Gelbe Karte | Rote Karte | Einsätze       | Tore           | Gelbe Karte    | Rote Karte     | Einsätze                | Tore                    | Gelbe Karte             | Rote Karte              | Einsätze | Tore  | Gelbe Karte | Rote Karte |
| ------------------ | -------- | ------ | ----------- | ---------- | -------------- | -------------- | -------------- | -------------- | ----------------------- | ----------------------- | ----------------------- | ----------------------- | -------- | ----- | ----------- | ---------- |
| Ergün Acuner       | 29       | 0      | 0           | 0          | 9              | 2              | 0              | 0              | 1                       | 0                       | 0                       | 0                       | 39       | 2     | 0           | 0          |
| Nihat Akbay        | 28       | 0      | 0           | 0          | 7              | 0              | 0              | 0              | 1                       | 0                       | 0                       | 0                       | 36       | 0     | 0           | 0          |
| Akın Aksaçlı       | 19       | 0      | 0           | 0          | 6              | 0              | 0              | 0              | 1                       | 0                       | 0                       | 0                       | 26       | 0     | 0           | 0          |
| Ahmet Celović      | 6        | 3      | 0           | 0          | 3              | 2              | 0              | 0              | 1                       | 1                       | 0                       | 0                       | 10       | 6     | 0           | 0          |
| Turan Doğangün     | 30       | 4      | 0           | 0          | 9              | 2              | 0              | 0              | 1                       | 0                       | 0                       | 0                       | 40       | 6     | 0           | 0          |
| Ayhan Elmastaşoğlu | 28       | 7      | 0           | 0          | 7              | 1              | 0              | 0              | 0                       | 0                       | 0                       | 0                       | 35       | 8     | 0           | 0          |
| Ali Elveren        | 13       | 0      | 0           | 0          | 5              | 0              | 0              | 0              | 1                       | 0                       | 0                       | 0                       | 19       | 0     | 0           | 0          |
| Mazlum Fırtına     | 16       | 2      | 0           | 0          | 5              | 0              | 0              | 0              | 1                       | 0                       | 0                       | 0                       | 22       | 2     | 0           | 0          |
| Muhlis Gülen       | 11       | 0      | 0           | 0          | 3              | 0              | 0              | 0              | 1                       | 0                       | 0                       | 0                       | 15       | 0     | 0           | 0          |
| Ergin Gürses       | 5        | 0      | 0           | 0          | 2              | 0              | 0              | 0              | 0                       | 0                       | 0                       | 0                       | 7        | 0     | 0           | 0          |
| Tuncer İnceler     | 2        | 0      | 0           | 0          | 0              | 0              | 0              | 0              | 0                       | 0                       | 0                       | 0                       | 2        | 0     | 0           | 0          |
| Uğur Köken         | 29       | 1      | 0           | 1          | 8              | 1              | 0              | 0              | 1                       | 0                       | 0                       | 0                       | 38       | 2     | 0           | 1          |
| Mehmet Oğuz        | 30       | 3      | 0           | 0          | 8              | 2              | 0              | 0              | 0                       | 0                       | 0                       | 0                       | 38       | 5     | 0           | 0          |
| Metin Oktay        | 30       | 17     | 0           | 0          | 8              | 4              | 0              | 0              | 1                       | 0                       | 0                       | 0                       | 39       | 21    | 0           | 0          |
| Gökmen Özdenak     | 26       | 9      | 0           | 0          | 9              | 1              | 0              | 0              | 1                       | 1                       | 0                       | 0                       | 36       | 11    | 0           | 0          |
| Yasin Özdenak      | 0        | 0      | 0           | 0          | 0              | 0              | 0              | 0              | 0                       | 0                       | 0                       | 0                       | 0        | 0     | 0           | 0          |
| Atılay Özgür       | 3        | 1      | 0           | 0          | 0              | 0              | 0              | 0              | 0                       | 0                       | 0                       | 0                       | 3        | 1     | 0           | 0          |
| Talat Özkarslı     | 24       | 0      | 0           | 0          | 7              | 0              | 0              | 0              | 1                       | 0                       | 0                       | 0                       | 32       | 0     | 0           | 0          |
| Muzaffer Sipahi    | 28       | 0      | 0           | 0          | 8              | 0              | 0              | 0              | 1                       | 0                       | 0                       | 0                       | 37       | 0     | 0           | 0          |
| Bekir Türkgeldi    | 2        | 0      | 0           | 0          | 0              | 0              | 0              | 0              | 0                       | 0                       | 0                       | 0                       | 2        | 0     | 0           | 0          |
| Varol Ürkmez       | 4        | 0      | 0           | 0          | 2              | 0              | 0              | 0              | 0                       | 0                       | 0                       | 0                       | 6        | 0     | 0           | 0          |